# Crowell (Texas)
Crowell ist die Bezirkshauptstadt und Sitz der Countyverwaltung (County Seat) des Foard County im US-Bundesstaat Texas in den Vereinigten Staaten. Das U.S. Census Bureau hat bei der Volkszählung 2020 eine Einwohnerzahl von 769 ermittelt.

## Geographie
Die Stadt liegt in der nordöstlichen Ecke des Countys im Norden von Texas, ist etwa 40 km von Oklahoma entfernt und hat eine Gesamtfläche von 4,9 km² ohne nennenswerte Wasserfläche.

## Geschichte
Die Ansiedlung wurde 1891 gegründet und benannt nach George T. Crowell, dem Besitzer des Landes, auf dem der Ort errichtet wurde. Im Dezember 1860 "befreite" in dieser Gegend der Texas Ranger Lawrence Sullivan „Sul“ Ross die 25 Jahre zuvor von Indianern entführte Cynthia Ann Parker und brachte sie gegen ihren Willen zurück zu ihrer Familie.
1892 wurde Crowell der Verwaltungssitz des neu gegründeten Foard Countys, entwickelte sich zu einem Handelszentrum und zur größten Stadt des Countys. 1900 hatte der Ort 500 Einwohner. Als Crowell 1908 an das Netz der Kansas City, Mexico and Orient Railway angeschlossen worden war, erlebte der Ort einen Aufschwung, und die Einwohnerzahl stieg bis 1925 auf 1.500. Im April 1942 zerstörte ein Tornado 90 % der Gebäude, zehn Personen kamen ums Leben, 125 wurden verletzt und 1.500 Einwohner wurden obdachlos. Nach dem Wiederaufbau der Stadt erreichte die Einwohnerzahl 1950 1.922, sank auf 1.509 im Jahre 1980 und auf 1.230 im Jahre 1990.

## Demographie
Nach der Volkszählung im Jahr 2000 lebten hier 1.141 Menschen in 465 Haushalten und 292 Familien. Die Bevölkerungsdichte betrug 233,1 Einwohner pro km². Ethnisch betrachtet setzte sich die Bevölkerung zusammen aus 83,26 % weißer Bevölkerung, 3,07 % Afroamerikanern, 0,70 % amerikanischen Ureinwohnern, 0,00 % Asiaten, 0,00 % Bewohnern aus dem pazifischen Inselraum und 11,13 % aus anderen ethnischen Gruppen. Etwa 1,84 % waren gemischter Abstammung und 17,62 % der Bevölkerung waren spanischer oder lateinamerikanischer Abstammung.
Von den 465 Haushalten hatten 29,7 % Kinder unter 18 Jahre, die im Haushalt lebten. 50,3 % davon waren verheiratete, zusammenlebende Paare. 10,3 % waren allein erziehende Mütter und 37,0 % waren keine Familien. 34,4 % aller Haushalte waren Singlehaushalte und in 21,7 % lebten Menschen, die 65 Jahre oder älter waren. Die Durchschnittshaushaltsgröße betrug 2,36 und die durchschnittliche Größe einer Familie belief sich auf 3,08 Personen.
26,8 % der Bevölkerung waren unter 18 Jahre alt, 5,9 % von 18 bis 24, 21,9 % von 25 bis 44, 22,3 % von 45 bis 64, und 23,0 % die 65 Jahre oder älter waren. Das Durchschnittsalter war 40 Jahre. Auf 100 weibliche Personen aller Altersgruppen kamen 82,9 männliche Personen. Auf 100 Frauen im Alter von 18 Jahren und darüber kamen 79,6 Männer.

Das jährliche Durchschnittseinkommen eines Haushalts betrug 22.214 USD, das Durchschnittseinkommen einer Familie 31.667 USD. Männer hatten ein Durchschnittseinkommen von 21.141 USD gegenüber den Frauen mit 16.184 USD. Das Prokopfeinkommen betrug 12.965 USD. 16,4 % der Bevölkerung und 11,4 % der Familien lebten unterhalb der Armutsgrenze. Davon waren 17,1 % Kinder und Jugendliche unter 18 Jahren und 19,6 % waren 65 oder älter.